# T5-52
T5-52 Condor также известна как T5-2000 — южноафриканская 155-мм самоходная артиллерийская установка, представленная компанией Denel Land Systems для индийской армии на выставке IDEAS-2016 в Карачи.

## История
Разработка T5-52 началась в 2001 году, первый прототип был готов уже к 2002 году. В сентябре 2002 года установка впервые появилась выставке Africa Aerospace & Defence в Претории.  В 2016 году установка появилась на пакистанской выставке IDEAS-2016.

## Конструкция

### Вооружение
Кондор вооружён гаубицей G5 калибра 155-мм G5-2000. установленной в задней части грузовика. Артиллерийское орудие состоит одноблочного ствола с дульным тормозом и перегородкой. затвор управляется электрическим ударно-спусковым механизмом. Углы вертикальной наводки орудия составляет от -7° до +75°. Дальность стрельбы базовыми боеприпасами составляет 39 км. а с боеприпасами V-LAP — 54 км. Темп стрельбы составляет 8 выстрелов в минуту. перезарядка является полуавтоматической. Орудие способно поражать цели в секторе до 3 км. Всего каждая установка перевозит с собой до 53 снарядов. Также Т-5-52 оснащён автоматической системой наведения, радаром и компьютером для наводки орудия.

### Мобильность
Гаубица установлена на чешский грузовик Tatra T815 WN 8x8, на котором установлен дизельный двигатель с турбонаддувом мощностью 355 л.с (265 кВТ), что позволяет ему разгоняться до 85 км/ч с максимальным запасом хода 600 км. Также грузовик оснащён центральной системы накачки шин. Масса САУ вместе с грузовиком и орудием составляет 28 т. 

## Варианты
- T5-42 — версия с орудием 42 калибра.